# Ekaterin
Ekaterin (titre original : (en) A Civil Campaign) est un roman de science-fiction de l'écrivain américain Lois McMaster Bujold, paru en 1999. Il fait partie de la Saga Vorkosigan dont il constitue le quinzième volet suivant l'ordre chronologique de l'univers de la Saga Vorkosigan.
Les éditions J'ai lu ont réédité l'ensemble des œuvres de la saga Vorkosigan en intégrale dans des traductions révisées. Le titre français du roman Ekaterin n'a pas changé à sa réédition en 2014.

## Résumé
Aussitôt rentré sur Barrayar, après l'enquête sur Komarr, Miles commence à faire la cour à Ekaterin. Sur Barrayar le ratio des individus des deux sexes est en net recul concernant les femmes. La société barrayanne étant fondée sur une aristocratie paternaliste, exclusivement masculine, lors de la redécouverte de Barrayar, les aristocrates barrayans ont profité des moyens de contraception moderne pour privilégier les enfants masculins. Dès lors l'apparition d'une jeune veuve Vor aiguise les envies de mariages de certains Vor (surtout que Ivan Vorpatril connaissant l'amour de Miles, prend un malin plaisir à propager la nouvelle). Cependant Ekaterin ne veut pas entendre parler de mariage car elle est encore traumatisée par son précédent mariage qui faillit la rendre folle.
Afin de prendre les devants face à ses adversaires, Miles, en tacticien accompli,  convainc Ekaterin de réaliser son désir de créer des jardins. Et pour pouvoir avoir une clientèle rapidement, il lui propose de lui créer un jardin dans sa résidence, il pense ainsi rester proche d'elle jusqu'à l'instant où il pourra lui avouer sa flamme. Afin de la présenter à ses amis, Miles les invite à un diner, mais au cours de celui-ci Simon Illyan, qui n'a pas été prévenu que Miles fait la cour à Ekaterin sans qu'elle ne le sache, lui demande si elle pense épouser Miles. Pris de court Miles la demande en mariage. Ekaterin s'enfuit furieuse de s'être fait duper et pour éviter d'avoir à répondre à cette demande. Les parents de Miles arrivent à l'instant de cette fuite, assistant au complet échec de ce dîner.
Face à cet échec cuisant, Miles tombe en dépression. La rumeur de la fuite d'Ekaterin du diner se répand. Un cousin éloigné de Miles lui rend visite afin de lui soutirer son vote pour obtenir un comté, il cherche à forcer Miles en le menaçant de "révéler" que Miles a tué le mari d'Ekaterin (faux) pour pouvoir l'épouser (vrai). Miles face à cette attaque prend parti pour l'adversaire de ce cousin. Il doit en outre faire face aux projets farfelus de son frère-clone Mark Vorkosigan.
Grâce à l'action d'Ivan et d'autres amis, les machinations Vor éclatent au grand jour lors d'un rassemblement du Conseil des Vor. Ekaterin demande en mariage Miles en plein Conseil coupant court aux calomnies selon lesquelles elle aurait fui le fameux dîner de Miles en raison de propositions indécentes de Miles, considéré comme le meurtrier de son mari. Elle prouve ainsi qu'il n'en est rien et qu'elle peut régenter seule sa vie.
La fin du roman voit aussi l'Empereur Gregor se marier avec Laisa Toscane, membre d'une famille réputée de Komarr.

## Personnages principaux
Les personnages principaux sont classés par ordre alphabétique :
- Ekaterin Vorsoisson ;
- Mark Vorkosigan ;
- Miles Vorkosigan.

## Personnages secondaires
Les personnages secondaires sont classés par ordre alphabétique :
- Cordélia Vorkosigan ;
- Aral Vorkosigan ;

## Commentaires
Le problème du ratio des sexes sur Barrayar est une transposition des problèmes vécus actuellement en Inde et en Chine, deux sociétés avec de grandes disparités sociales au sein de sa population et qui sont passées rapidement d'un système de valeurs ancestrales et traditionalistes aux possibilités offertes par la technologie moderne. Le poids des traditions concernant la place de la femme dans la société est ainsi équivalent dans ces sociétés fictives et actuelles. On a alors des conséquences identiques: enfant masculin sélectionné (on va jusqu'à parler de gynécide), pressions sociales sur les hommes célibataires pour trouver une femme et donc pressions sur les femmes pour qu'elles acceptent le mariage (bien souvent sans qu'elles n'aient pas plus de choix bien qu'il y ait plus d'offres).
Dans le livre, une solution extrême est prise par une femme pour pouvoir atteindre le statut de seigneur et prendre le contrôle d'un comté qu'elle a administré seule lors de la maladie de son frère. Il s'agit d'un changement de sexe. On voit apparaître l'un des thèmes prépondérant de la saga : la génétique et plus particulièrement son influence sur la société. On voit alors la confrontation de la société traditionaliste et misogyne face à cette avancée technologique venant d'une autre planète. Il y a aussi le cas des insectes génétiquement modifiés, afin de pouvoir consommer la flore de Barrayar, permettant l'implantation de la flore terrienne plus adaptée pour l'agriculture et la production d'un fluide consommable hautement énergétique. L'utilisation de plantes et d'animaux pour permettre le développement de l'agriculture, la domestication d'une nature difficile sont à mettre en parallèle avec la politique de la Chine qui cherche à nourrir sa population et à ralentir la désertification grâce à des modifications génétiques d'espèces existantes. On voit ainsi apparaître en filigrane les attentes et les peurs que suscite à l'heure actuelle la génétique.
On retrouve dans l'analyse de ce roman que les romans de science-fiction sont souvent le reflet des peurs, appréhensions, problèmes de notre époque, analyse que l'on peut retrouver dans la thèse de Laurent Genefort sur les livres-univers.

## Éditions
- A Civil Campaign, Baen Books, 1999
- Ekaterin, J'ai lu, Coll. « Science-Fiction », no 5927, 2001, traduction de Jean-Pierre Roblain  (ISBN 2-277-24025-7)
- Ekaterin, J'ai lu, Coll. « Science-Fiction », no 5927, 2005, traduction de Jean-Pierre Roblain  (ISBN 2-290-31172-3)
- Ekaterin, in recueil La Saga Vorkosigan : Intégrale - 5, J'ai lu, Coll. « Nouveaux Millénaires », 2014, traduction de Jean-Pierre Roblain révisée par Sandy Julien  (ISBN 978-2290029336)